# Egyszer
Az Egyszer (Once) egy 2007-es ír zenés film John Carney írásában és rendezésében. A Dublinban játszódó dráma főszereplői Glen Hansard és Markéta Irglová zenészek, akiknek a film elkészülte előtti együttműködéséből született meg az összes eredeti betétdal, egy kivételével.
A csupán 130 ezer euróból forgatott produkció rendkívüli sikereket ért el: az Amerikai Egyesült Államokban hosszú ideig teltházakkal vetítették a kiválasztott mozikban, s a rendkívül lelkendező kritikák mellett elnyerte a 2008-as Independent Spirit Awards legjobb külföldi filmnek járó díját. A „Falling Slowly” című dal Oscar-díjat nyert, de jelölték Grammyre is, akárcsak a teljes filmzenealbumot.

## Cselekmény
|  | Alább a cselekmény részletei következnek! |

Egy meg nem nevezett, harmincas dublini utcai zenész gitáron játszik és énekel a Grafton Streeten, Dublin vásárnegyedében. Egy este egy fiatal cseh bevándorló virágárus lánynak megtetszenek a fiú által játszott dalok, s faggatni kezdi őt róluk. Mikor a lány megtudja, hogy a fiú porszívó-javítással is foglalkozik apja boltjában, ragaszkodik hozzá, hogy elvihesse neki elromlott porszívóját.
Másnap a lány meg is jelenik porszívójával együtt, amit maga után húz egy közös ebédre is. Felfedi a fiú előtt, hogy maga is zenél, mire a fiú megkéri, hogy játsszon valamit. Ellátogatnak egy hangszerboltba, ahol a lány alkalmanként zongorázni szokott a tulajdonos jóvoltából. A fiú megtanítja a lánynak az egyik dalát, így közösen éneklik el, hangszerrel kísérve. A közös zenei érdeklődés mellett románc is pislákolni kezd közöttük. A hazafelé vezető buszúton a fiú dalban mondja el a lánynak, miről is szólnak énekei: egy barátnője, akivel hosszú ideig volt együtt, megcsalta és elhagyta őt.
A porszívóboltban a lány találkozik a fiú apjával, akit hidegen hagy fia zenei tehetsége, a fiú pedig megjavítja a lány porszívóját. A fiú felviszi a lányt a szobájába, ám mikor arra kéri, maradjon az éjszakára, a lány sértődötten távozik. Másnap a fiú bocsánatot kér; hamar el is felejtik a dolgot, s belemélyülnek a közös dalírásba és éneklésbe, miközben egyre jobban megismerik egymást. Vibrál közöttük a levegő, a fiú azonban Londonba költözött volt barátnőjére gondol és róla ír dalt. A lány arra bátorítja, kövesse hűtlen szerelmét az angol fővárosba, nyerje őt vissza, és lépjen zenei pályára. Meghívja magához vacsorára a fiút, ahol a fiú felfedezi, hogy a lánynak van egy kisbabája, s az anyjával él. A fiú végül elhatározza, hogy Londonba megy, de előtte szeretne felvenni egy jó minőségű demót, amihez a lány közreműködését kéri. Sikerül kibérelniük egy professzionális hangstúdiót.
Egy romantikus motoros kiruccanáson a lány elárulja a fiúnak, hogy házas, noha elidegenedett férjétől, aki Csehországban él. Mikor a fiú megkérdezi őt, hogy szereti-e még az elhagyott férfit, a lány csehül válaszol neki („Miluju tebe”), amit nem hajlandó lefordítani. Egy zenésztrió megnyerése után stúdióba vonulnak, hogy rögzítsék a lemezt. A fiú és a lány tapasztalatlansága megmutatkozik, ám a páros csakhamar lenyűgözi a stúdiómérnököt, amint elkezdik az első szám feléneklését. A reggel első óráiban tartott szünetben a lány rábukkan egy zongorára az egyik üres teremben, s végre eljátszik egy nótát a fiúnak saját szerzeményei közül, azonban még mielőtt a végére érne, szomorúsága úrrá lesz rajta, ami összezavarodott érzelmeiről árulkodik. A fiú arra kéri, tartson vele Londonba, de nem gondolja végig, mit is jelent ez a lány babájának és édesanyjának.
Az egész éjszakát átölelő felvételek sikerrel zárulnak, így a fiú és a lány hazafelé sétálnak. Mielőtt elválnak, a lány elmondja a fiúnak, hogy beszélt a férjével, aki Dublinba jön, hogy családjával éljen. A fiú arra kéri, töltsék együtt az utolsó dublini estéjét, s bár a lány kellő győzködés után beleegyezik, végül mégsem megy át hozzá, így nem tudnak elbúcsúzni egymástól. A fiú lejátssza demóját apjának, akit megindítanak a hallottak, s pénzt ad fiának, hogy segítse londoni letelepedését. Mielőtt a reptérre indul, a fiú egy zongorát vásárol a lánynak, s elintézi, hogy leszállítsák neki, majd felhívja exbarátnőjét, akit örömmel tölt el váratlan érkezése.
|  | Itt a vége a cselekmény részletezésének! |

## Háttér
A két főszereplő egyike sem képzett színész, de még csak valamirevaló tapasztalattal sem rendelkeztek ilyen téren; Hansard és Irglová ellenben mindketten professzionális zenészek. John Carney rendező, Hansard The Frames nevű bandájának korábbi basszusgitárosa, megkérte egykori zenekarbeli társát, hogy osszon meg vele utcai zenészi anekdotákat és írjon dalokat filmjéhez, de a férfi főszerepet Cillian Murphy színésznek szánta, akiből majdnem lemezszerződéses rockzenész lett, mielőtt a színjátszás felé fordult. Murphy egyben produceri teendőket is ellátott volna, azonban végül vonakodott az akkor 17 esztendős, nem-színész Irglovával játszani és Hansard magas szólamú dalait énekelni, így végül otthagyta a produkciót, ahogy tette azt a többi producer is, anyagi forrásaikkal együtt. Carney ezt követően Hansardhoz fordult a főszereppel, aki korábban mindössze egyetlen filmben, az 1991-es The Commitments-ben bukkant fel egy apró szerepben. Hansard kezdetben bizonytalan volt afelől, alkalmas-e a feladatra, de miután biztosították róla, hogy a filmkészítés teljes folyamatában részt vehet, s a produkció kisköltségvetésű és bensőséges hangvételű lesz, igent mondott.
A költségvetés 75%-át a Bord Scannán na hÉireann, azaz az Ír Filmszövetség állta, s Carney a maga pénzét is felhasználta. A saját fizetését a két főszereplőnek adta, s mindenkinek részesedést ígért, ha a film sikeressé válik. A minimális létszámú stáb 17 nap alatt forgatta le a filmet. A takarékosság jegyében megvilágítások helyett természetes fényt hasznosítottak, s barátaik házaiban vették fel a belső helyszíneket igénylő jeleneteket. A zenés összejövetelt Hansard lakásában rögzítették, a partin résztvevőket pedig a zenész valódi ismerősei játszották; még édesanyja, Catherine Hansard is feltűnik egy pillanatra. A dublini utcajeleneteket az alkotók engedélykérés nélkül és telephoto lencsékkel vették fel, így a legtöbb járókelő észre sem vette, hogy filmforgatás közepébe csöppent. A speciális kameráknak köszönhetően a nem hivatásos színészek is felszabadultabban, az operatőrről megfeledkezve tudtak játszani; a párbeszédek egy része improvizáció eredménye.
A forgatás alatt Carney érezte a kialakulóban lévő románcot Hansard és Irglová között, s az ő Bogartjának és Bacalljának hívta őket. Hansard és Irglová a való életben egy pár lettek az észak-amerikai promóciós körút alatt, s most együtt élnek Hansard dublini lakásában. Az Entertainment Weekly értesülése szerint
A kémhatás a két főszereplő között…könnyedén jött létre a vásznon a 2006 januári dublini forgatás alatt. „Régóta szerelmes voltam belé, de azt mondogattam magamnak, hisz még csak kölyök,” mondja a 37 éves Hansard, aki hat éve ismeri a 19 éves partnerét. (Immáron egy párt alkotnak.) „Abszolút volt egy olyan érzésem, hogy valami fontosat és személyeset dokumentálunk.”
Hansard és Irglová mégis örült a film visszafogott, beteljesületlen befejezésének. Egy interjúban Hansard azt állította, „Ha a Fox Searchlight meg akarta volna változtatni, hogy a végén megcsókoljuk egymást, nem lett volna kedvem promotálni a filmet egyáltalán.” Hansard elmondása szerint az a jelenet, melyben Irglová karaktere csehül válaszol neki, improvizáció volt, így a felvételkor a játszott szerepével együtt ő maga sem tudta, mit jelentenek a szavak.
Mindkét alkalmi színész úgy nyilatkozott különböző helyeken, hogy nem tartják valószínűnek a színészi vonal folytatását. Irglová bevallása szerint izgul a forgatócsoport előtt, s „nem hiszem hogy összességében jó színésznő lennék”, Hansard pedig általában egyszerinek nevezi a filmet, s a továbbállásről és egy másfajta életről beszélt.

## Filmzenealbum
A filmben elhangzó dalokat tartalmazó album 2007. május 22-én jelent meg az Egyesült Államokban és május 26-án Írországban.
A gyűjtőknek szánt változatot 2007. december 4-én adták ki; ez további számokat és egy bónusz DVD-t tartalmaz élő előadásokkal és a filmhez kapcsolódó interjúkkal. A plusz dalok korábban meg nem jelentetett Van Morrison feldolgozások: Hansard az „And the Healing Has Begun”-t adja elő szólóban, illetve az „Into the Mystic”-et Irglovával közösen.
Az album néhány dalának eltérő változatai korábban már felkerültek a The Frames The Cost című korongjára, illetve Hansard és Irglová közös lemezére, a The Swell Seasonre (mindkettő 2006-ban jelent meg). A „Say It to Me Now” című utolsó szám egy korai verziója a The Frames 1995-ös Fitzcarraldójára is felkerült. Az „All the Way Down” először a The Cake Sale című, több ír zenész közreműködésével készült kiadványon szerepelt, Gemma Hayes előadásában. A „Gold” című számot Fergus O'Farrell ír énekes-dalszerző írta és az Interference adja elő.

### A dalok listája
A dalok szerzője Glen Hansard, kivéve ahol másként nem szerepel.
1. Glen Hansard és Markéta Irglová: „Falling Slowly” (Hansard/Irglová) – 4:04
2. Irglová és Hansard: „If You Want Me” (Irglová) – 3:48
3. Hansard: „Broken Hearted Hoover Fixer Sucker Guy” – 0:53
4. Hansard és Irglová: „When Your Mind's Made Up” – 3:41
5. Hansard és Irglová: „Lies” – (Hansard/Irglová) – 3:59
6. Interference: „Gold” (Fergus O'Farrell) – 3:59
7. Irglová: „The Hill” (Irglová) – 4:35
8. Hansard: „Fallen from the Sky” – 3:25
9. Hansard: „Leave” – 2:46
10. Hansard: „Trying to Pull Myself Away” – 3:36
11. Hansard: „All the Way Down” – 2:39
12. Hansard és Irglová: „Once” – 3:39
13. Hansard: „Say It to Me Now” – 2:35

### Díjak és jelölések
A „Falling Slowly” Oscar-jelölését a legjobb betétdal kategóriában megkérdőjelezték, lévén két változata is készült korábban, melyek a The Cost, illetve a The Swell Season albumokon meg is jelentek. A Filmművészeti és Filmtudományi Akadémia bizottsága azonban úgy ítélte meg, a film elhúzódó munkálatai során a szerzők a jelölhetőség tekintetében nem jelentős esetekben játszották a kérdéses dalt. A „Falling Slowly” tehát részt vehetett a 2008-as díjátadón, s el is nyerte az aranyszobrot.
A filmzenealbum két jelölést gyűjtött be a Grammy-díjátadón: a legjobb album-összeállítás film, televízió vagy más vizuális média számára, valamint a „Falling Slowly” a legjobb film, televízió vagy más vizuális média számára írt dal kategóriákban. A kiadvány elnyerte továbbá a Los Angeles-i Filmkritikusok Szövetségének a legjobb zenéért járó kitüntetését.

## Fogadtatás
A film első vágását a 2006-os Galway Film Feladh-en mutatták be, azonban az elkövetkezendőkben több jelentős európai filmfesztivál is elutasította. A 2007-es Sundance Filmfesztiválon és a Dublini Filmfesztiválon azonban részt vett és elnyerte a közönség díját.
Az írországi filmszínházak 2007. március 23-ától kezdték vetíteni a filmet, az észak-amerikai bemutatója pedig 2007. május 16-án volt. Az Egyesült Államokban és Kanadában kitörő sikert ért el, első hétvégéjén közel 31 ezer dolláros mozinkénti átlagbevételre tett szert. Világviszonylatban 2008 júniusáig 19 millió dollárt gyűjtött, ebből 9,4 milliót Észak-Amerikában.
Steven Spielberg a filmről azt nyilatkozta, „Egy Egyszer című apró kis film elegendő ihletet adott nekem az év hátralévő részére.” Mikor értesült az Oscar-díjas rendező mondatáról, Carney így reagált a Sky Newsnak: „végtére is, ő csak egy szakállas fickó.” Az interjú idején maga Carney is szakállat viselt.

### Kritikai visszhang
A 2007 márciusi ír bemutató alkalmával Caroline Hennessy az RTÉ-től 5-ből 4 csillagot adott a „váratlan kincs”-nek nevezett filmnek, a színészi játékról pedig így írt: „Az Egyszerben csodálatosan természetes alakításokat láthatunk a két főszereplőtől. Annak ellenére, hogy elsősorban zenészek, s csak aztán színészek, mindkét műfajban egyenlően otthon vannak. A javarészt ismeretlen Irglová ragyogó a jól ismert Harsand mellett, akit ki szeret, ki gyűlöl.” Michael Dwyer, a The Irish Times újságírója hasonlóan értékelte a filmet, „ellenállhatatlanul megnyerő” nevezve azt, és leszögezte, „Carney céltudatosan – anélkül, hogy bármikor is erőlködne – helyezi szereplőit egy változó városba, amit a gazdasági fellendülés elkerült. Értő szemeihez a hiteles helyszíneket illetően nem fér kétség.”
Májusban, az amerikai premiert követően Richard Roeper és vendégkritikusa, Michael Phillips a Chicago Tribune-től rendkívül lelkesnek bizonyult a filmmel kapcsolatban. Phillips szerint az Egyszer „a legbájosabb dolog, amit idén láttam”, „A 21. század Késői találkozása.” Kedvenc zenés filmjévé avatta az 1984-es Stop Making Sense óta, hozzátéve, „Könnyedén lehet generációnk legjobb zenés filmje”. Roeper vélekedése szerint a film hangstúdiós jelenete „sokkal inspirálóbb és felemelőbb, mint bármely zenei betét a Dreamgirlsből vagy a Chicagóból vagy bármely másik sok millió dolláros musical-csinnadrattából. A maga módján, de elkápráztat majd.” Az Egyszer kiemelkedően magas értékeléseket kapott az amerikai kritikusoktól: a Rotten Tomatoes oldalán fellelhető vélemények 97%-a árulkodik pozitív visszajelzésről.